# 皇家伊伦联
皇家伊伦联俱乐部（西班牙語：Real Unión）位于西班牙巴斯克地区的伊伦市，靠近法国边境。成立于1915年，目前參加西班牙皇家足協甲組聯賽，主场为有5000个座位的加尔球场。

## 歷史
皇家伊伦联是早期开拓西班牙足球俱乐部的球队之一，和巴斯克俱乐部毕尔巴鄂竞技、皇家社会和阿雷纳斯一样是1928年创建的的西甲联赛的创始成员。
伊伦体育俱乐部和伊伦田径俱乐部于1915年合并后组建了伊伦联盟俱乐部。伊伦体育俱乐部的前身是成立于1902年的伊伦足球俱乐部，于1907年更名。伊伦田径俱乐部成立于1908年，而且已经在1913年在一场重赛中1-0击败毕尔巴鄂竞技赢得了西班牙国王杯。
俱乐部一直被称为伊伦联盟俱乐部直到阿方索十三世给予俱乐部皇室称号。而且在西班牙第二共和国时期，俱乐部恢复使用这个名字。皇家伊伦联杯随后三次赢得了国内冠军，分别于1918年和1924年二次次击败皇家马德里。俱乐部1932年从顶级联赛降级。
1920年，西班牙完成了他们在奥运会上的国际首演时，皇家伊伦联俱乐部有3名球员入选，分别是Egiazabal, Vázquez和Arabolaza。另一名皇家伊伦联的球员——勒内·佩蒂特，也与法国队一起参加了那届奥运会。在1970年代和1980年代，西班牙国脚Javier Irureta和Roberto López Ufarte也在俱乐部开始了他们的职业生涯。
2008年11月11日，在对豪门皇家马德里的西班牙国王杯比赛中，在第一回合获得了伟大的胜利，主场3-2战胜皇马，那是皇马历史上第一次被第三级别联赛的球队击败，作客在伯纳乌僅输3-4，總比數6-6，皇家伊伦联以作客入球優惠淘汰對手晉級。惟次輪敗予皇家貝迪斯。
2008-2009赛季的升级附加赛中，皇家伊伦联先后2-1、3-1击败了CE Sabadell FC和AD Alcorcón终于在时隔44年后重回第2级别联赛。然而，这只是一个短暂的的复苏，球队在那个赛季中排名第21，又不幸降级。
2021年6月，多次獲得欧足联欧洲联赛冠軍頭銜的教練烏奈·埃梅里宣布擁有皇家伊伦联控股權，他的祖父安東尼奧、父親胡安都曾為皇家伊倫聯效力。